# Garrison Keillor
Garrison Keillor, pseudonimo di Gary Edward Keillor (Anoka, 7 agosto 1942), è uno scrittore e sceneggiatore statunitense.
È autore del soggetto e della sceneggiatura di Radio America (2006), diretto da Robert Altman, in cui appare interpretando GK.